# Trolltjärnen (Norsjö socken, Västerbotten)
Trolltjärnen är en sjö i Norsjö kommun i Västerbotten och ingår i Umeälvens huvudavrinningsområde.